# أندرو دورانت
أندرو دورانت (بالإنجليزية: Andrew Durant)‏ هو لاعب كرة قدم غياني، ولد في 2 أغسطس 1984 في جورج تاون في غيانا. شارك مع منتخب غيانا لكرة القدم. أما مع النوادي، فقد لعب مع نجوم الشمال الشرقي.

## وصلات خارجية
- أندرو دورانت على موقع قاعدة بيانات كرة القدم.إي يو (الإنجليزية)
- أندرو دورانت على موقع ناشيونال فوتبول تيمز (الإنجليزية)